# エドゥアルド・ベロ
エドゥアルド・ベロ（Eduardo Bello、1995年11月27日 - ）は、プレミアシップニューカッスル・ファルコンズに所属するラグビー選手。

## プロフィール
- アルゼンチン・コルドバ出身[1]。
- ポジションはプロップ(PR)。
- 身長 190cm、体重 114kg
- U20アルゼンチン代表に選ばれたことがある[2]。
- アルゼンチン代表キャップは13（2024年3月現在）でラグビーワールドカップ2023のアルゼンチン代表に選ばれた[3]。

## 略歴
CAロサリオ、ゼブレ・パルマ、サラセンズを経て、2023年、ニューカッスル・ファルコンズに加入。